# 山極勝三郎
山極勝三郎（日语：／ Yamagiwa Katsusaburō ?，1863年4月10日—1930年3月2日），是日本病理學家、詩人，東京帝國大學教授。信濃國上田藩（今長野縣上田市）出身。山極與市川厚一完成世界首次誘發人工癌症，曾被四度提名諾貝爾獎。

## 生平
山極勝三郎自幼修讀德語，立志當醫生。1880年進入東京大学予備門，1885年進入東京大學醫學部。1891年赴德國留學，1895年回國後擔任東京大學教授，專門從事病理解剖，也是癌症研究的日本第一人。1915年，人工癌（皮膚癌）誘發成功。1923年屆齡退休。1930年，因肺炎逝世。
山極與市川厚一被廣泛視為諾貝爾獎候選人，山極本人曾於1925年、1926年、1928年以及死後的1936年被四度提名，但最後卻是丹麥哥本哈根大學的約翰尼斯·菲比格獲獎。事後證明，菲比格的「癌症寄生蟲起源說」完全錯誤。1966年，原評委之一的Folke Henschen聲稱「我強力主張山極博士應該獲獎，但不幸地我力量不足」如今，在大英百科全書介紹的「諾貝爾獎癌症研究」中，只提及山極小組的成就，菲比格被完全刪除。

## 家庭
山極的外孫別宮貞雄是作曲家，另一名外孫別宮貞徳是上智大學教授。